# آودون علی
آودون علی نام آبدانی است در جنوب دهستان کوخرد ازتوابع بخش کوخرد شهرستان بستک و در غرب استان هرمزگان در جنوب ایران.
این آبدان (آودون)
در دهانه نرگ آودون علی واقع شده‌است. آبدان یکی از اصطلاحات جغرافی جنوب ایران است. « آبدان» در گویش کوخردی «آودون» گفته می‌شود. «آودون» برای ذخیره و افزایش آب استفاده می‌شود.

## موقعیت
آودون علی در پایه کوه زیر از سمت شمال کوه واقع می‌باشد، و از سمت مغربش پشتخه مرخاو و از سمت شمالش پشتخه آودون علی واقع شده‌است.
از این گونه آودونها در رشته‌کوه‌های شمال «کوه ناخ» و رشته کوه‌های جنوب کوخرد «کوه زیر» زیاد وجود دارد که بعد از باریدن باران پراز آب می‌شود، بعضی از این آبدانها در طول سال آب دارند مانند «آدون گِردُو» در نرگ بست گز.
نمونه‌های از نامهای جغرافیایی در غرب استان هرمزگان که به نام «آدون» معروفند عبارت‌اند از:

## آودون‌های کوه شمال
- آودون فلکنازی.
- آودون عتری.
- آودون دلخه آودون.
- آودون دره شمو.
- آودون سیزده تاهی.
- آودون تنگیرد.
- آودون گری چپان.
- آودون زخر.[۳]

## آودون‌های کوه جنوب
- آودون غوچو.
- آودون پرِرچرچو.
- آودون کنخور
- آودون باصیر
- آودون چابه.
- آودون باپیر.
- آودون سراپرده.
- آودون گِردُو.
- آودون کنار.
- آودون گری امبرو.
- آودون علی.
- آودون ایچخ.
- آودون چی.
- آودون بوتِنُه.
- آودون چاه ملک.
- آودون چَکُو.
- آودون چَکِهِ شرُه.
- آودون مؤه نِر.
- آودون مِلا.
- آودون سیزده تاهی.
- آودون فاتو.[۳][۴]